# 가천역
가천역(Gacheon station, 佳川驛)은 대구광역시 수성구 가천동에 위치한 경부선과 대구선의 철도역이자 대구선의 기점이다.
대구선 이설과 함께 분기역으로 신설되었으며, 고모역의 화물역 기능을 인계받았다. 여객 취급을 하지 않아 일반인의 출입을 제한하고 있으며, 2010년까지 주로 경부고속철도 2단계 구간 공사 관련 화물을 취급했다. 역 구내에는 6,000여 톤 규모의 시멘트용 사일로가 있어서, 이 역에서 대구·경북권에 시멘트를 철도로 수송한다. 대구선은 이 역부터 영천역까지 모두 지상 구간이다.

## 배선도
가천역의 배선도는 다음과 같다.

## 역사
- 2005년 11월 1일 : 보통역으로 영업 개시[1]
- 2008년 11월 1일 : 반야월역과 동촌역의 시멘트 수송 기능 인계 및 시멘트용 사일로 구내 설치[2]

## 같이 보기
- 서대구역
- 신동화물역